# Australosyodon
Australosyodon es un género extinto de terápsidos dinocefalos. vivió durante el periodo Pérmico Medio, en Sudáfrica. Fue uno de los dinocéfalos más primitivos, tenía un tamaño mediano con el cráneo de unos 26 cm de longitud y posiblemente tenía una talla de 1.8 metros.